# Тхакушинов, Аслан Китович
Асла́н Ки́тович Тхакуши́нов (адыг. Тхьакӏущынэ Аслъан Кытэ ыкъор; род. 12 июля 1947, а. Уляп, Красногвардейский район, Адыгейская АО, Краснодарский край, РСФСР, СССР) — российский государственный и политический деятель, доктор социологических наук, профессор, академик Российской академии образования по специальности этнопедагогика (2012).
Президент Республики Адыгея с 13 января 2007 по 20 апреля 2011. Глава Республики Адыгея с 20 апреля 2011 по 12 января 2017. Ректор Майкопского государственного технологического университета (1994—2006). Бывший член Высшего совета партии «Единая Россия».

## Биография
Родился 12 июля 1947 года в ауле Уляп Красногвардейского района Адыгейской автономной области Краснодарского края (ныне — Республика Адыгея). Его отец — Кит Лялюхович Тхакушинов, участник Великой Отечественной войны. В марте 1943 года добровольно перешел на сторону врага, служил в 836-м батальоне Северокавказского легиона вермахта, участник карательных операций против советских партизан. В мае 1945 года попал в плен к английским войскам и передан в «Смерш». В 1950 году осужден по ст. 58-1 «б» УК РСФСР «Измена Родине» и приговорён к 25 годам лишения свободы, освободился досрочно. Реабилитирован посмертно заключением прокуратуры Республики Адыгея от 16.07.2002, но Генеральная прокуратура РФ 20.04.2022 отменила это заключение.
В 1970 окончил филологический факультет (специальность: Учитель русского языка и литературы), а в 1977 — факультет физического воспитания Адыгейского государственного педагогического института. С 1971 по 1983 год находился на руководящих должностях в комитетах по физической культуре и спорту. С 1983 года занимал должность генерального директора объединения профессионально-технических и средне-специальных образовательных учреждений Адыгейской автономной области.
В 1993 году создал и возглавил Майкопский государственный технологический институт (МГТИ), который под его руководством в 2004 году был преобразован в университет и переименован в Майкопский государственный технологический университет (МГТУ). Открыл филиал МГТУ в Тахтамукайском районе и поселке Яблоновском, представительство МГТУ в городе Адыгейске. В 2004 году открыл в составе МГТУ Медицинский институт, который готовит особо востребованных в Адыгее кадров по специальностям «лечебное дело» и «фармация».
С 1981 по 1990 год несколько раз избирался депутатом Майкопского городского Совета народных депутатов. В 1990 году избран депутатом Адыгейского областного Совета народных депутатов. С 1992 по 1996 год — депутат Верховного Совета Республики Адыгея. Являлся членом Государственного Совета-Хасэ Республики Адыгея трех созывов.
Являлся Членом Президиума Председателем Комитета Верховного Совета Республики Адыгея 1-го созыва по науке, народному образованию, культуре и делам молодежи, а также Председателем Комитета Совета представителей Государственного Совета — Хасэ Республики Адыгея по гуманитарным вопросам. Позднее председательствовал в парламентском комитете по гуманитарным вопросам.
В 1995 году в Московском государственном университете имени М. В. Ломоносова защитил диссертацию на соискание ученой степени доктора социологических наук. Опубликовал ряд монографий и научных работ.
В 2000 и 2004 годах был доверенным лицом В. В. Путина в ходе президентских выборов. 13 января 2002 года участвовал в выборах президента Адыгеи и набрал 2,6% голосов, заняв пятое место из семи кандидатов. 6 декабря 2006 года Владимир Путин внёс на рассмотрение Государственного Совета Адыгеи кандидатуру Аслана Тхакушинова для наделения его полномочиями Президента Республики.
Кандидатура члена Единой России Тхакушинова на пост главы Адыгеи была выдвинута полномочным представителем президента РФ в Южном федеральном округе Дмитрием Козаком по согласованию с генсоветом партии. Козак заявил, что в ходе его консультаций с представителями общественности и парламентариями Госсовета Адыгеи были названы семь фамилий претендентов на пост президента Адыгеи: действующий на тот момент президент Адыгеи Хазрет Совмен, генерал Айтеч Бижев, сенатор от Адыгеи Адам Тлеуж, кандидат в сенаторы Аслан Хашир, глава республиканского парламента Руслан Хаджебиёков, ректор Майкопского государственного технологического университета Асланчерий Тхакушинов и Мухарбий Тхаркахов.
13 декабря 2006 года Госсовет — Хасэ Республики Адыгея на очередной, 10-й сессии, наделил Асланчерия Тхакушинова полномочиями президента республики, чья кандидатура была внесена на его рассмотрение Президентом Российской Федерации 6 декабря 2006 года. 13 января 2007 года он вступил в должность в ходе торжественного заседания Государственного совета — Хасэ республики.
На выборах в Государственную Думу пятого созыва в 2007 году А. Тхакушинов был выдвинут кандидатом по федеральному списку от партии «Единая Россия». Шёл вторым номером по порядку в списке сведений о доходах. Общий доход — 1135099,0 руб.
С 1 декабря 2008 по 25 мая 2009 и с 9 апреля по 25 октября 2014 — член президиума Государственного совета Российской Федерации.
7 декабря 2011 года Президент России Д. А. Медведев внес кандидатуру Тхакушинова для наделения его полномочиями Главы Республики Адыгея на второй срок. 13 января 2012 года в здании Государственной филармонии прошла торжественная церемония вступления в должность главы республики. Аслан Тхакушинов во второй раз подряд становится главой Республики Адыгея (срок истечения полномочий 13 января 2017 года).
В декабре 2012 года избран действительным членом (академиком) Российской Академии образования. Кроме того, является действительным членом Академии социальных наук РФ и Академии естественных наук РФ. Он автор ряда монографий и более 100 научных работ.
В течение своей научной деятельности им разработаны новый теоретический курс «Социология», учебное пособие «Социология литературы и культуры», методологические основы использования прогрессивного народно-педагогического наследия в условиях современной системы образования, определен этносоциологический и культурологический феномен «Адыгагъэ» как способ трансляции этнической самобытности адыгского народа. Результаты исследований внедрены в научно-исследовательский процесс работы со студентами, аспирантами и докторантами вузов Северо-Кавказского Федерального округа, разработан оригинальный теоретический курс «Этнопедагогика» высшего профессионального образования.
Работал заместителем генерального директора Международного биографического центра Кембриджа по Европе. Член редакционных коллегий журналов «Известия высших учебных заведений. Северокавказский регион», «Научная мысль Кавказа», «Глагол Кавказа».
Является членом высшего Совета Всероссийской политической партии «Единая Россия», членом Президиума Регионального политического совета Адыгейского регионального отделения партии. 12 января 2017 года в связи с истечением срока полномочий ушёл в отставку. На этом посту его сменил Мурат Кумпилов.

## Семья
- Супруга — Людмила Рамазановна Тхакушинова, стоматолог высшей категории, работает в Республиканской стоматологической поликлинике
- Сын — Мурат Асланчериевич Тхакушинов, Руководитель администрации Главы Республики Адыгея и Кабинета Министров Республики Адыгея, экс-прокурор Тахтамукайского района Республики Адыгея (до 2017), кандидат экономических наук, доктор юридических наук
- Внуки — Мадина, Руслан и Тимур

Племянник жены (Людмилы Тхакушиновой) — Кумпилов, Мурат Каральбиевич — сменил Аслана Тхакушинова на посту главы Адыгеи.

## Награды

### Награды Российской Федерации
- Орден «За заслуги перед Отечеством» III степени (2016)
- Орден «За заслуги перед Отечеством» IV степени (12 июля 2007) — за большой вклад в социально-экономическое развитие республики и многолетнюю добросовестную работу[19]
- Орден Почёта (20 декабря 2004) — за достигнутые трудовые успехи и многолетнюю плодотворную деятельность[20]
- Орден Дружбы (2012)
- Медаль «За вклад в развитие агропромышленного комплекса» России. Золотая медаль Министерства сельского хозяйства Российской Федерации 2008 г.
- Почётная грамота Совета Федерации Федерального Собрания Российской Федерации, 2011 г.
- Серебряная медаль ФСИН РФ Медаль «За вклад в развитие уголовно-исполнительной системы России» 2 степени, 2007 г.
- Золотая медаль ФСИН РФ Медаль «За вклад в развитие уголовно-исполнительной системы России» 1 степени, 2009 г.
- Медаль ФСКН РФ «За содействие ФСКН России», 2004 г.
- Медаль ФСКН РФ «5 лет ФСКН России»
- Медаль «За заслуги» (ФССП) России, 2010 г.
- Памятный знак Министерства юстиции РФ «120 лет Уголовно-Исполнительной Системе России», 2000 г.
- Памятный знак МВД РФ «200 лет МВД России», 2002 г.
- Памятный знак УИС МЮ «125 лет УИС МЮ России», 2004 г.
- Памятный знак ФСКН «За личный вклад в антинаркотическое воспитание молодежи», 2006 г.

### Региональные награды
- Медаль «Слава Адыгеи», 2003 г.
- Почётный знак Государственного Совета-Хасэ Республики Адыгея «Закон. Долг. Честь», 2007 г.
- Почётная грамота Государственного Совета-Хасэ Республики Адыгея, 1997 г.
- Медаль «Герой труда Кубани» (20 июня 2012) — за многолетнюю плодотворную деятельность, высокий профессионализм и большой личный вклад в укрепление дружбы и сотрудничества Краснодарского края и Республики Адыгея
- Государственная премия Республики Адыгея в области науки, 2007 г.

### Награды частично-признанных государств
- Орден «Честь и слава» III степени (14 марта 2018, Абхазия) — за личный вклад в развитие высшего образования в Республике Абхазия[21]

### Общественные награды
- Орден «Петра Великого I степени», 2007 г.
- Орден «Почёт и Слава» участника энциклопедии «Лучшие люди России», 2011 г.
- Звезда Ордена «Славы и чести» 1 степень, третий по старшинству орден Русской православной церкви, 2017 г.
- Почётная серебряная медаль В. И. Вернадского Российской академии естественных наук «За высокие научные достижения и большой вклад в развитие России», 2006 г.
- Серебряная юбилейная медаль Российской академии естественных наук, 2000 г.
- Знак Благотворительного общественного движения «Добрые люди мира» «За благородство помыслов и дел», 2009 г.
- Лауреат премии «Национальное достояние», 2006 г.[22]
- Нагрудный знак «За содружество», 2012 г.
- «ORDER OF ST. STANISLAS», (орден Св. Станислава), 2005 г.
- Орден «Держава», 2007 г.
- Орден «Трудовая доблесть», 2007 г.
- Орден «Слава России», 2008 г.
- Орден «Кавказа», 2008 г.
- Орден Ломоносова «За заслуги и большой вклад в развитие отечественной науки и образования», 2006 г.
- Медаль Петра Великого «За заслуги в деле возрождения науки и экономики России», 2003 г[23].
- Медаль «За развитие образования» Современной Гуманитарной Академии, 2007 г.
- Медаль Лучшие люди России (энциклопедия), 2006 г.
- Медаль «За ратную доблесть» Всероссийского общественного движения ветеранов локальных войн и военных конфликтов «Боевое братство», 2005 г.
- Медаль «50 лет Общероссийской общественной организации ветеранов войны и военной службы», 2006 г.
- Медаль «За укрепление финансового контроля России», 2009 г.
- Почётный диплом Российского фонда человеческих измерений «Ренессанс» «Человек на своем месте», 2000 г.
- Диплом и знак «Рыцарь науки и искусств» Академии естественных наук Российской Федерации, 2000 г.

## Звания
- Заслуженный учитель профессионально-технического образования Российской Федерации (12 января 1993) — за заслуги в области профессионально-технического образования и многолетний добросовестный труд[24]
- Заслуженный деятель науки Кубани, 1997 г.[25]
- Заслуженный деятель науки Республики Адыгея, 1997 г.[26]
- Заслуженный деятель науки Карачаево-Черкесской Республики, 2005 г.[25]
- Заслуженный деятель науки Чеченской Республики, 2006 г.[25]
- Заслуженный деятель науки Республики Ингушетия, 2011 г.
- Заслуженный деятель науки Республики Северная Осетия-Алания, 2012 г.
- Заслуженный деятель науки Республики Дагестан, 2012 г.
- Заслуженный деятель науки Кабардино-Балкарской Республики, 2012 г.
- Заслуженный учитель Республики Абхазия, 2008 г.
- Почётный работник высшего профессионального образования Российской Федерации, 2004.
- Почётный профессор Кубанского государственного аграрного университета, 2012 г.
- Почётный профессор Кубанского государственного технологического университета, 2007 г.
- Почётный профессор Кубанского государственного университета, 2007 г.
- Почётный доктор Адыгейского государственного университета, 2007 г.
- Почётный профессор Московского государственного технологического университета «МАМИ» 2007 г.
- Почётный профессор Социального Гуманитарного Университета, 2005 г.
- Почётный гражданин России, 2008 г.
- Почётный гражданин города Майкопа, 1997 г.[27]
- Почётный гражданин Красногвардейского района, 2005 г.
- Почётный гражданин аула Уляп, 1997 г.
- Почётный гражданин Теучежского района, 2007 г.
- Почётный гражданин города Адыгейска, 2007 г.
- Действительный член (академик) Российской академии образования (РАО), 2012.
- Действительный член Академии проблем безопасности, обороны и правопорядка
- Действительный член комитета по социальной политике, науке, культуре и образованию Южно-Российской парламентской ассоциации
- Действительный член Академии социальных наук Российской Федерации
- Действительный член Адыгской (Черкесской) международной академии наук
- Действительный член международной Академии информатизации
- Действительный член академии естественных наук Российской Федерации
- Действительный член Российской Академии социальных технологий и местного самоуправления
- Действительный член Академии социальных технологий и местного самоуправления
- Внесен в международный справочник выдающихся деятелей науки, культуры и образования «WHO IS WHO» («Кто есть кто»), 1997, 2007 г.
- Внесен в юбилейный десятый выпуск общероссийской энциклопедии «Лучшие люди России», 2008
- Внесен в биографическую энциклопедию «1000 выдающихся руководителей, ректоров и учёных XXI века» серии «Выдающиеся деятели России», 2014 г.
- Провозглашен Человеком года в области образования 1998 года Кембриджским Биографическим Центром (Англия), 1998.
- Заместитель Генерального директора международного Биографического Центра Кембриджа (Англия) по Европе.[28]
- Является членом редакционных коллегий научно-теоретических журналов: «Известия высших учебных заведений. Северокавказский регион», «Научная мысль Кавказа», «Глагол Кавказа».
- Жители аула Уляп, Администрация Уляпского сельского округа переименовали улицу «Советскую», на которой родился и жил А. К. Тхакушинов, в улицу имени профессора Асланчерия Китовича Тхакушинова, 2005 г.
- В знак признания заслуг Аслана Тхакушинова ученые-селекционеры назвали его именем новые сорта грецкого ореха «Тхакушиновский», «Тхакушиновский-2», 1997, 2003.
- В Адыгее вторая гора по высоте (3092 м над уровнем моря) после наивысшей точки — горы Чугуш (3238 м) названа именем Президента Адыгеи Аслана Тхакушинова, 2007 г.

## Галерея
- Встреча Владимира Путина с Главой Республики Адыгея Асланом Тхакушиновым. 24.01.2014.
- Дмитрий Медведев с Асланом Тхакушиновым. Майкоп.
- Дмитрий Медведев в Майкопе.
- Глава Республики Адыгея Тхакушинов А. К. с генералами инспекторами Дорофеев А.А., контр-адмирал Тхагапсов М.М. генерал-лейтенант Щепин Ю.Ф. генерал-майор Колягин Ю.Н. День Победы в Майкопе. 2013 год.
- Глава Республики Адыгея А. Тхакушинов на первомайской демонстрации. Майкоп 2015
- С детьми